# 信用収縮
信用収縮（しんようしゅうしゅく、credit crunch、別名：信用危機、信用逼迫、credit crisis, credit squeeze）とは、融資枠（または信用枠、availability of loans (or credit)）の縮小、あるいは銀行の融資条件の急激な厳格化、という現象である。一般的に、信用収縮は公的金利の上昇と無関係な信用枠の縮小を含む。このような状況下では、融資枠と金利の関係は暗黙のうちに変化する。つまり、公的金利と無関係に融資枠が縮小したり、金利と融資枠との間の明瞭な関係が失われる（すなわち信用割当（credit rationing）が発生する）。信用収縮は、貸し手や投資家がよりリスクの低い国債などの投資先を（しばしば中小企業を犠牲にして）探す質への逃避（flight to quality）をもたらす。リチャード・ヴェルナーは、1991年という段階で、日本が歴史的規模の不況型信用収縮に移行し、銀行破綻を招こうとしていることを指摘していた。

## 背景と原因
銀行が突然融資をストップまたは貸し渋りする理由はいくつかある。予想される担保価値低下、融資先の業績の悪化、金融環境の外因性変化（例えば中央銀行が突然、預金準備率を上げる、あるいは新しい融資規制を課す状況）、金融界で直接信用管理を行わせる中央政府、金融界内部で他行のソルベンシー・マージン比率（solvency）に関するリスク意識の向上、などである。
信用収縮は、しばしば不注意で不適切な融資の継続によって発生する。それらの融資における焦げ付きの発生や貸倒れ（不良債権、bad debt）の蔓延が知られるようになると、融資機関と投資家は損失を被り債務（debt）を負う。これらの機関は信用枠を削減し、金利を上げることにより信用取引のコストを増加させる。中には損失を出した結果、純資産が減少し、貸し手が追加融資したくてもできないという場合もある。
一般的に信用収縮は、"膨らみ過ぎた"資産の市場価格下落と価格崩壊による金融危機によって生じる。その結果、膨れ上がった資産価格が急激に下落し、投資家や市場に遅れて参入した起業家への幅広い差押えや倒産が起こる。対照的に流動性危機（liquidity crisis）は、健全な事業に対して、事業拡大またはキャッシュフロー支払いを円滑化するために必要なつなぎ融資（ブリッジ・ファイナンス、bridge finance）が一時的に実行できない場合に発生する。この場合、追加信用取引により、企業による問題への対処と支払いおよび事業の継続が可能になる。危機の最中には、問題を抱える事業が支払い危機の状態にあるのか、それとも一時的な流動性危機の状態にあるのか、判断することは難しい。
信用収縮が発生した場合、"値洗い"（mark to market、時価評価損益の計算）を行うことが望まれる。そして影響を受けた事業の金融資本が信用循環の後退フェーズを生き残るために不十分な場合、その事業は売却または清算される。他方、流動性危機の場合は、追加信用取引を求めることが望まれる。一旦流動性危機が克服されると成長のための機会が期待できる。
長期の信用収縮は、安易で潤沢な融資（"あぶく銭"あるいは"信用喪失"）とは対極にある。信用循環が上昇フェーズの間は、資産価格の激しい値付け競争、借入金をてこにした入札、特定の資産市場におけるインフレーションなどが生じる。その結果、投機価格"バブル"が発生する。これがまたマネーサプライ（money supply）を拡大、経済活動を刺激し、経済成長と雇用の一時的な上昇をもたらす。
関係者にとってバブルがいつ崩壊したかは、後から振り返った時にのみ分かる。経済バブルは、ポンジ・スキーム（Ponzi scheme）や無限連鎖講（ピラミッドスキーム、Pyramid scheme）のようではない、ダイナミックな特徴を持っている。
世界恐慌最中の1931年、ケインズは次のように述べている。「悲しいかな、健全な銀行家とは、危険を予測してそれを回避する人ではなく、破産した時に誰も自分を非難できないように、仲間と一緒にありきたりの方法で破産する人のことだ。」